# Махало
Махалото се състои от тежест, окачена на прът или нишка, която може да бъде разтеглива или неразтеглива. Ако външна сила въздейства на махалото и то излезе от състояние на покой (равновесно положение), то започва да се люлее (трепти) под действието на силата на тежестта, стремейки се да се завърне отново в равновесното си положение. В случай, че върху махалото не въздействат сили, които да доведат до затихване на люлеенето, триене или съпротивление, то ще продължи да се люлее симетрично около своето равновесно положение (това е най-ниската точка от неговата траектория).
От първите научни изследвания на махалото около 1602 г. от Галилео Галилей цикличното му движение влиза в употреба и се оказва най-точната технология за измерване на времето в света до 1930-те години. Часовникът с махало, изобретен от Кристиан Хюйгенс през 1658 г., става световноизвестен хронометър, използван в домовете и офисите в продължение на 270 години, и постига точност от около една секунда на година, преди да бъде заменен през 30-те години на двадесети век от кварцовия часовник. Махалото се използва и в научни инструменти като например акселерометри и сеизмометри.

## Величини, свързани с махалото
Период (Т), който се измерва в секунди (s).

## Видове махала
Има три вида махала:
1) Математично махало – при него периодът не зависи от амплитудата и масата на тялото, а само от дължината на нишката.
2) Пружинно махало – състои се от пружина, единият край на която е закрепен неподвижно, а на другия има тежест с маса m.
3) Физично махало – представлява твърдо тяло, извършващо трептения (колебания) в полето на някакви сили, около точка, която не е център на масата на това тяло, или около неподвижна ос, перпендикулярна на направлението на действие на силите и не преминаваща през центъра на масата на това тяло.

## Математическо описание
Общото диференциално уравнение, описващо движението идеалното (математично) махало, състоящо се от материална точка, окачена на безмасова неразтеглива нишка, е:
{\displaystyle {\ddot {\varphi }}=-{\frac {g}{l}}\sin(\varphi )}
където {\displaystyle {\ddot {\varphi }}} е втората производна спрямо времето на ъгъла на отклонение φ, g е земното ускорение и l е дължината на нишката.
При малък ъгъл на отклонение φ ({\displaystyle \leq } 5°) уравнението за движението на математическото махало, може да се опрости благодарение на следното приближение:
{\displaystyle \sin \varphi \approx \varphi }
опростената формула изглежда така:
{\displaystyle {\ddot {\varphi }}\approx -{\frac {g}{l}}\varphi }
Така се получават две независими едно от друго решения:
{\displaystyle \varphi _{1}(t)=\varphi _{\rm {max}}\cos \left({\sqrt {\frac {g}{l}}}\cdot t\right)}
{\displaystyle \varphi _{2}(t)=\varphi _{\rm {max}}\sin \left({\sqrt {\frac {g}{l}}}\cdot t\right)}
и двете представят едно хармонично трептене с период
{\displaystyle T=2\pi {\sqrt {\frac {l}{g}}}}
Честотата на трептене на махалото f е обратно пропорционална на периода му:
{\displaystyle f={\frac {1}{T}}}.